# Temascalapa
Temascalapa est une municipalité de l'État de Mexico, au Mexique. Elle couvre une superficie de 168,26 km2 et compte 38 622 habitants en 2015.